# Mark Curtis
Pour les articles homonymes, voir Curtis.
Mark Curtis est un écrivain, historien britannique et journaliste; spécialisé dans les documentaires d'investigation. Il écrit plusieurs livres, au sujet de la politique extérieure du Royaume-Uni et des États-Unis, tout au long du XXe siècle.

## Biographie
Mark Curtis étudie d'abord à la London School of Economics à Londres puis devient chercheur au Royal Institute of International Affairs (Institut Royal des Affaires Internationales). Il est jusqu'à récemment le directeur du World Development Movement (Mouvement pour le développement du monde).
Après avoir travaillé pendant treize ans dans le domaine du développement pour les ONG Christian Aid et Action Aid (il est directeur de la branche « politique et plaidoyer » de Christian Aid et directeur « politique » chez ActionAid), il est actuellement un écrivain, journaliste et consultant indépendant. Il participe régulièrement à des débats publics et écrit souvent des articles pour différents journaux comme The Guardian, Red Pepper, The Independent, Frontline  en Inde, Znet aux États-Unis, East African, al-Ahram en Égypte et l'International Relations.
Il est actuellement professeur chercheur honoraire à l'Université de Strathclyde et a été nommé par le passé chercheur invité à l'Institut Français des Relations Internationales à Paris et à la Deutsche Gesellschaft fuer Auswaertige Politik à Bonn.

## Travaux

### The great deception
En 1998, Mark Curtis écrit The Great Deception: Anglo-American Power and World Order (La grande supercherie: le pouvoir anglo-américain et l'ordre mondial), un ouvrage dont le but est 
de mettre en lumière quelques mythes du pouvoir anglo-américain dans le monde après la guerre froide. Curtis montre comment le Royaume-Uni reste le partenaire clé des États-Unis afin de faire respecter l'hégémonie américaine dans le monde, il analyse ce qu'il qualifie d'une relation spéciale entre ces deux pays et conclut qu'elle a des conséquences parfois très graves sur les autres pays.

### Trade for life
Trade for life: Making trade work for poor people signifiant Le commerce au service de la vie: faire des marchés un outil pour les pauvres est un ouvrage réalisé en 2001. C'est une forte critique du fonctionnement des organisations internationales, surtout de l'Organisation mondiale du commerce (OMC). Curtis analyse les décisions prises par l'OMC dans les pays pauvres, et en conclut que ces décisions sont très souvent biaisées à l'encontre des pays pauvres ; certaines de ces décisions, notamment certains ajustements structurels, feraient plus de mal que de bien à ces pays. De plus, Curtis regrette le manque de règles quand le besoin s'en fait sentir, par exemple afin de réguler le pouvoir grandissant des multinationales. Un partenaire de Christian Aid au Zimbabwe a dit que « la manière à laquelle fonctionne l'OMC, c'est comme  mettre un adulte devant un enfant sur le ring, c'est comme faire jouer l'équipe de Manchester United contre une équipe d'un village zimbabwéen. L'OMC juge tous les pays sur le même niveau, alors qu'ils ne sont pas égaux. L'OMC devrait aider à faire en sorte que les pays soient plus égaux. », une citation que Mark Curtis réutilise dans son livre.
Curtis conclut en disant que les marchés peuvent être utilisés d'une autre manière que le fait actuellement l'OMC ; selon lui, ils peuvent être bénéfiques pour les pays pauvres si on les utilise dans ce but. 
Cet ouvrage a été édité par l'ONG ChristianAid dont Mark Curtis fut le directeur « politique et plaidoyer » pendant plusieurs années, il est en libre téléchargement sur le site de l'ONG.

### Web of deceit
Mark Curtis publie en 2003 Web of Deceit: Britain's Real Role in the World, signifiant Un tissu de mensonge : le véritable rôle du Royaume-Uni dans le monde. Cet ouvrage sera son plus grand succès. Il offre dans ce livre une nouvelle approche du rôle du Royaume-Uni dans le monde depuis 1945 jusqu'à la guerre contre le terrorisme de nos jours. Il propose par ailleurs une critique détaillée de la politique étrangère du gouvernement de Tony Blair. Curtis, pour défendre l'idée selon laquelle le Royaume-Uni est un état voyou, décrit les alliances jugées malsaines du Royaume-Uni avec des régimes qu'il considère comme répressifs ainsi que les violations internationales que pratiquerait le Royaume-Uni et qui rendraient le monde plus dangereux et moins juste.
Il analyse les dernières interventions de l'armée britannique dans le monde, proclame l'immoralité de la dernière guerre en Irak, mais aussi de la guerre en Afghanistan, de celle du Kosovo et de celle d'Indonésie. Curtis dénonce également les alliances avec des États répressifs au nombre desquels il range Israël, la Russie, la Turquie ou l'Arabie saoudite. De plus, Curtis dévoile l'ampleur de la non-intervention du Royaume-Uni lors du génocide du Rwanda et la nature de la politique économique de cet État au sein de l'Organisation mondiale du commerce
En faisant des recherches dans des documents récemment déclassés par les services secrets anglais, Mark Curtis révèle notamment le rôle et la complicité de l'État britannique lors du massacre d'un million de personnes en Indonésie en 1965, lors de la déportation des habitants de l'île Diego Garcia, les renversements des gouvernements d'Iran et de la Guyane britannique, les politiques coloniales dites répressives réalisées au Kenya, en Malaisie et en Oman, etc.

### Unpeople
En 2004, Mark Curtis publie Unpeople: Britain’s Secret Human Rights Abuses signifiant Les oubliés: Les violations secrètes des droits de l'homme par le Royaume-Uni. Ce livre suivant l'évolution des travaux effectués dans le précédent ouvrage Weib of deceit, Unpeople est le résultat d'une investigation des archives fraîchement déclassées par les services secrets britanniques.
Parmi les documents déclassés par les services secrets, Curtis révèle l'aide qu'a procurée le Royaume-Uni à Saddam Hussein en 1963 afin qu'il puisse se hisser au pouvoir en Irak ; il révèle aussi les livraisons d'armes des puissances occidentales (notamment le Royaume-Uni) à Saddam Hussein dans les années 60, pendant les agressions brutales menées contre la communauté Kurde. Ces documents apportent plusieurs informations au sujet des rôles joués par le gouvernement britannique durant la guerre du Viêt Nam, le coup d'État contre Idi Amin en Ouganda en 1971, le coup d'État contre Salvador Allende au Chili en 1973, plusieurs coups d'État effectués en Indonésie et en Guyane Britannique. 
Curtis recense aussi les crimes de guerre commis par le Royaume-Uni dans la guerre du Yémen et celle d'Oman.
Mark Curtis évalue à dix millions le nombre de morts dans le monde depuis 1945 dont le Royaume-Uni est en partie coupable. Ces personnes ont été victimes, selon Curtis, de la stratégie politique et économique du Royaume-Uni, qui vise à garder ses pouvoirs et son influence dans le monde.

## Citations
- « Curtis est un journaliste courageux qui révèle des vérités dont les puissants préféreraient qu'elles demeurent tues. » Victoria Brittain, journaliste du quotidien anglais The Guardian.

- « [Les livres de Curtis sont] une lecture indispensable pour quiconque désire comprendre le véritable rôle du Royaume-Uni et des États-Unis dans le monde ainsi que le prétendu ordre imposé par l'alliance anglo-américaine. Curtis se distingue comme l'un des très rares historiens britanniques capables et désireux d'identifier la source d'une grande partie des souffrances inutiles de notre siècle. » John Pilger